# قائمة الانتخابات في 2013
تحتوي هذه المقالة على الانتخابات التي نظمت في سنة 2013، وهي التشريعية والرئاسية في الدول ذات السيادة ومناطقها ذات الحكم الذاتي، وكذلك الاستفتاءات على المستوى الوطني.

يوجد أسفله قائمة الانتخابات حسب الأشهر.
شهدت سنة 2013 (إحصائية غير نهائية):
- 97 انتخابات بمختلف أنواعها.
  - 58 تشريعية.
  - 28 رئاسية.
  - 8 إستفتاءات.
  - 1 أوروبية.
  - 1 بلدية.
  - 1 مجمع مغلق.

## عبر الشهور

### يناير
| التاريخ           | الدولة         | الانتخابات | الملاحظات                            | النتائج |
| ----------------- | -------------- | ---------- | ------------------------------------ | --- |
| 11-15 25-26 يناير | جمهورية التشيك | رئاسية     | أول انتخابات بالإقتراع العام المباشر | ميلوش زيمان (حزب الحقوق المدنية، يسار وسطي) يفوز بالانتخابات. |
| 20 يناير          | النمسا         | إستفتاء    |                                      | رفض إقتراح إلغاء الخدمة العسكرية الإجبارية. |
| 20 يناير          | سكسونيا السفلى | تشريعية    |                                      | فوز الحزب الديمقراطي الاجتماعي الألماني وحزب الخضر الألماني |
| 22 يناير          | إسرائيل        | تشريعية    | مبكرة                                | الكتلة اليمينية بقيادة بنيامين نتنياهو (حزب الليكود) يحتفظ بالأغلبية. |
| 23 يناير          | الأردن         | تشريعية    | مبكرة                                | الحزب الإسلامي الوسطي حصل على 3 مقاعد من جملة 27 مقعد المخصصة للأحزاب (150 مقعد إجمالي)، وثلاثة أحزاب أخرى قد حصل كل منها على مقعدين، ويبقى ثمانية عشر حزبا حصل كل منها على مقعد واحد. |
| 27 يناير          | بلغاريا        | إستفتاء    |                                      | رفض إقتراح بناء محطة نووية (بسبب ضعف المشاركة). |

### فبراير
| التاريخ      | الدولة           | الانتخابات         | الملاحظات | النتائج |
| ------------ | ---------------- | ------------------ | --- | --- |
| 1 فبراير     | ليختنشتاين       | تشريعية            | | فوز حزب المواطنين التقدميين، تعيين أدريان هاسلر رئيسا للوزراء. |
| 3 فبراير     | كوبا             | تشريعية            | | المرشحين المقدمين من قبل السلطات قبلوا من قبل الناخبين، في حين قام المجلس بتجديد الثقة في راؤول كاسترو للرئاسة ثانية.                                                                 |
| 10 فبراير    | موناكو           | وطنية              | | كتلة «أوريزون موناكو» اليمينية تحصلت على أغلبية في المجلس الوطني. |
| 15 فبراير    | ترينيداد وتوباغو | رئاسية             | غير مباشرة | فوز أنتوني كارمونا بالرئاسة. |
| 17 فبراير    | الإكوادور        | رئاسية وتشريعية \| | أعيد إنتخاب رفاييل كوريا مرة ثانية رئيسا للبلاد فيما فاز حزبه اليانزا باييس (اشتراكي) في الانتخابات التشريعية وتحصل على الأغلبية. | |
| 17 فبراير    | قبرص             | رئاسية             | | فوز نيكوس اناستاسيادس بمنصب الرئاسة عن حزب التجمع الديمقراطي (محافظ). |
| 18 فبراير    | أرمينيا          | رئاسية             | | إعادة انتخاب سيرج سركسيان بالرئاسة عن حزب أرمينيا الجمهوري (محافظ). |
| 19 فبراير    | غرينادا          | تشريعية            | | فوز الحزب الوطني الجديد (يمين وسطي)، وتعيين كيث ميتشل رئيسا للوزراء. |
| 21 فبراير    | باربادوس         | تشريعية            | | حزب العمل الديمقراطي يحتفظ بأغلبيته، وفرويندل ستيوارت يبقى رئيسا للوزراء. |
| 22 فبراير    | جيبوتي           | تشريعية            | | الاتحاد من أجل الأغلبية الرئاسية يحتفظ بأغلبيته. |
| 25-24 فبراير | إيطاليا          | عامة               | مبكرة | فوز التحالف اليساري الوسطي إيطاليا. الصالح العام في مجلس النواب، ولكن لا أغلبية في مجلس الشيوخ، تكوين حكومة من «التحالف الكبير» وانتقال جهة الحكم من اليسار الوسطي إلى اليمين الوسطي. |

### مارس
| التاريخ    | الدولة                    | الانتخابات      | الملاحظات                                                                                             | النتائج |
| ---------- | ------------------------- | --------------- | --- | --- |
| 3 مارس     | سويسرا                    | إستفتاء         | | ثلاثة إستفتاءات، قبلوا الثلاثة من طرف الشعب، منهم واحد لمراقبة الأجور المفرطة.                                |
| 4 مارس     | كينيا                     | رئاسية وتشريعية | | فوز أوهورو كينياتا برئاسة الجمهورية، وحزبه التحالف الوطني يفوز بالانتخابات التشريعية.                         |
| 5 مارس     | ولايات ميكرونيسيا المتحدة | تشريعية         | | لا يوجد أحزاب سياسية في ميكرونيسيا، ولكن الرئيس ماني موري يحتفظ بثقة أغلب النواب، ويحصل بهذا على ولاية ثانية. |
| 9 مارس     | مالطا                     | تشريعية         | | فوز حزب العمل، وجوزيف مسقط يصبح رئيسا للوزراء.                                                                |
| 11-10 مارس | جزر فوكلاند               | إستفتاء         | | تقريبا الحصول على الإجماع بإبقاء سيادة بريطانيا على البلاد.                                                   |
| 12 مارس    | جرينلاند                  | تشريعية         | فوز حزب السيوموت (يسار وسطي)، وأليكا هاموند تصبح رئيسة للوزراء (أول امرأة تشغل هذا المنصب في البلاد). | |
| 13-12 مارس | الفاتيكان                 | مجمع مغلق       | | إنتخاب البابا فرنسيس.                                                                                         |
| 16 مارس    | زيمبابوي                  | إستفتاء دستوري  | | اعتماد الإصلاحات الدستورية. تقييد صلاحيات وولاية الرئيس. تيسير مصادرة المزارعين البيض.                        |

### أبريل
| التاريخ     | الدولة            | الانتخابات | الملاحظات                                                                                        | النتائج |
| ----------- | ----------------- | ---------- | ------------------------------------------------------------------------------------------------ | --- |
| 7 أبريل     | الجبل الأسود      | رئاسية     |                                                                                                  | إعادة إنتخاب فيليب فويانوفيتش رئيسا للبلاد عن حزب الجبل الأسود الديمقراطي الإشتراكي. |
| 14 أبريل    | فنزويلا           | رئاسية     | مبكرة، بعيد وفاة هوجو شافيز                                                                      | القطب الوطني الكبير (إشتراكي) يحتفظ برئاسة الجمهورية بعد إنتخاب نيكولاس مادورو. |
| 14 أبريل    | كرواتيا           | أوروبية    | إنتخاب 12 نائب لتمثيل كرواتيا في البرلمان الأوروبي بعد إنضمامها للإتحاد الأوروبي في 1 يوليو 2013 | فوز اليمين ب6 مقاعد واليسار ب5 مقاعد والوسط بمقعد. |
| 20-18 أبريل | إيطاليا           | رئاسية     | غير مباشرة                                                                                       | إعادة إنتخاب جورجو نابوليتانو لولاية ثانية (أول مرة يعاد فيها انتخاب رئيس لولاية ثانية منذ قيام الجمهورية في 1946) وكذلك بعد ست جولات من التصويت حيث لم يوجد قبول من جميع الأطراف إلا بعد ست جولات. |
| 21 أبريل    | باراغواي          | عامة       |                                                                                                  | حزب كولورادو (محافظ) يحتفظ بالرئاسة عبر مرشحه هوراسيو كارتيس، وكذلك يفوز بالتشريعية. |
| 21 أبريل    | بولينزيا الفرنسية | تشريعية    | الدورة الأولى                                                                                    | - |
| 22 أبريل    | بنغلاديش          | رئاسية     | غير مباشرة، مبكرة، بعد وفاة الرئيس محمد ظل الرحمن                                                | فوز عبد الحميد بالرئاسة. |
| 23 أبريل    | بوتان             | تشريعية    | انتخابات المجلس الوطني، وذلك قبل إنتخاب الجمعية الوطنية في مايو ويوليو.                          | أعضاء المجلس (مجلس الشيوخ) لا يسمح لهم بالإنتماء إلى الأحزاب السياسية، عكس أعضاء الجمعية الوطنية.                                                                                                   |
| 27 أبريل    | آيسلندا           | تشريعية    |                                                                                                  | فوز اليمين الوسطي (حزب الإستقلال وحزب التقدم)، وتعيين سيغموند ديفيد غونلوغسون رئيسا للوزراء. |

### مايو
| التاريخ | الدولة            | الانتخابات | الملاحظات                                                                          | النتائج |
| ------- | ----------------- | ---------- | ---------------------------------------------------------------------------------- | --- |
| 5 مايو  | ماليزيا           | تشريعية    |                                                                                    | باريسان ناسيونال (محافظ) تحتفظ بأغلبيتها، وتعيين نجيب تون عبد الرزاق رئيسا للوزراء. |
| 5 مايو  | بولينزيا الفرنسية | تشريعية    | الدورة الثانية                                                                     | فوز حزب تاهويرا هويراتيرا (ديغولي)، النواب ينتخبون غاستون فلوس لرئاسة البلاد. |
| 11 مايو | باكستان           | تشريعية    |                                                                                    | عصبة باكستان الإسلامية تفوز بالانتخابات، ونواز شريف يصبح رئيسا للوزراء، وهذا هو أول التناوب ديمقراطي بين حكومتين مدنيتين في تاريخ البلاد.                                                                    |
| 12 مايو | بلغاريا           | تشريعية    |                                                                                    | مواطنون من أجل تنمية أوروبية لبلغاريا يعتبر أكبر حزب داخل المجلس ولكن بدون أغلبية مطلقة، وفشل في تكوين حكومة، وتم إسناد منصب قيادة الجمهورية إلى بلامن أوريشارسكي الذي شكل تحالف من الوسط ومن اليسار الوسطي. |
| 13 مايو | الفلبين           | تشريعية    |                                                                                    | الحزب الليبرالي يحتفظ بأغلبيته. |
| 22 مايو | جزر كايمان        | تشريعية    |                                                                                    | فوز الحركة الشعبية التقدمية، وتعيين ألدين ماكلولين رئيسا للوزراء. |
| 26 مايو | غينيا الاستوائية  | تشريعية    |                                                                                    | حزب غينيا الإستوائية الديمقراطي يحتفظ مقاعده ال99 من جملة 100 مقعد في المجلس الوطني. |
| 31 مايو | بوتان             | تشريعية    | الدورة الأولى من انتخابات الجمعية الوطنية، وذلك بعد إنتخاب المجلس الوطني في أبريل. | - |

### يونيو
| التاريخ  | الدولة  | الانتخابات | الملاحظات | النتائج |
| -------- | ------- | ---------- | --------- | --- |
| 8 يونيو  | ناورو   | تشريعية    |           | لا يوجد أحزاب سياسية (أشخاص تترشح فرديا)، ولكن يوجد أغلبية جديدة. تم إنتخاب رئيس المعارضة السابق بارون وقا رئيسا للجمهورية في 11 يونيو. |
| 9 يونيو  | سويسرا  | إستفتاء    |           | رفض الإقتراح بأن يكون المجلس الإتحادي منتخب بطريقة عامة مباشرة.                                                                         |
| 14 يونيو | إيران   | رئاسية     |           | فوز المحافظ المعتدل حسن روحاني بالانتخابات.                                                                                             |
| 23 يونيو | ألبانيا | تشريعية    |           | الحزب الإشتراكي الألباني وحلفائه يتحصلون على الأغلبية المطلقة، وإيدي راما يصبح رئيسا للوزراء.                                           |
| 26 يونيو | منغوليا | رئاسية     |           | إعادة إنتخاب تساخيا البجدورج رئيسا للبلاد عن الحزب الديمقراطي.                                                                          |

### يوليو
| التاريخ  | الدولة        | الانتخابات                      | الملاحظات                                                                           | النتائج |
| -------- | ------------- | ------------------------------- | ----------------------------------------------------------------------------------- | --- |
| 13 يوليو | بوتان         | تشريعية                         | الدورة الثانية من انتخابات الجمعية الوطنية، وذلك بعد إنتخاب المجلس الوطني في أبريل. | فوز الحزب الديمقراطي الشعبي المعارض، وتعيين تشيرينغ توبغاي رئيسا للوزراء. |
| 21 يوليو | اليابان       | تشريعية                         | تجديد نصف مجلس المستشارين (مجلس الشيوخ)                                             | فوز الحزب الليبرالي الديمقراطي الياباني (محافظ)، ويصبح في الحكم ولكنه أقلية في مجلس الشيوخ، ولكن حكومة شينزو أبه لديها الأعلبية في كلا غرفتي البرلمان الياباني. |
| 21 يوليو | توغو          | تشريعية                         |                                                                                     | حزب الاتحاد من أجل الجمهورية يفوز بأغلبية المقاعد ويحافظ عليها وهي تقدر ب62 مقعد من جملة 91، ويليه جماعة إنقاذ التوغو ب19 مقعدا. |
| 27 يوليو | الكويت        | تشريعية                         | تم عقد هذه الانتخابات بعد إبطال نتائج الانتخابات السابقة من طرف المحكمة الدستورية.  | لا يوجد أحزاب سياسية في الكويت لكن المقاعد تذهب لشخصيات وممثلين عن الشعب وكانت الآن كالأتي: فاز الشيعة ب8 مقاعد والسنة فازوا ب7 مقاعد والليبراليين فازوا ب3 مقاعد. |
| 28 يوليو | كمبوديا       | تشريعية                         |                                                                                     | حزب الشعب الكمبودي يفوز بأغلبية المقاعد وهي 67 مقعد وغير بعيد عن حزب الإنقاذ الوطني الكمبودي الذي يملك 56 مقعد، ويكونان بهذا الحزبين الوحيدين الممثلين في البرلمان المكون من 123 مقعد. |
| 28 يوليو | قبرص الشمالية | تشريعية                         |                                                                                     | فوز الحزب الجمهوري التركي ذو التوجهات الديمقراطية الإشتراكية وحصوله على الأغلبية الغير مطقلة ب21 مقعد من جملة 50 مقعد. |
| 28 يوليو | مالي          | رئاسية (الدورة الأولى) وتشريعية | من المقرر إنعقادها في يوليو 2012، ولكن تم تأجيلها بعد إنقلاب 21 مارس 2012           | ابراهيم بوبكر كيتا يفوز في الدورة الأولى من الانتخابات الرئاسية ب39% على أن يواجه سومايلا سيسي الذي تحصل على 19% في 11 أغسطس في الدورة الثانية. |
| 30 يوليو | باكستان       | رئاسية                          | غير مباشرة                                                                          | فوز ممنون حسين بالرئاسة. |
| 31 يوليو | زيمبابوي      | رئاسية وتشريعية                 |                                                                                     | روبرت موغابي يفوز بالإنتخابات ويتحصل على 61% من الأصوات أمام أقرب نافسيه مورغان تسفانغيراي المتحصل على 34%. الإتحاد الوطني الأفريقي الزيمبابوي - الجبهة الوطنية يفوز بأغلبية المقاعد وهي 160 على 210 مقعد في الجمعية العامة، ويفوز كذلك بأغلبية غير مطلقة في مجلس الشيوخ تقدر ب37 مقعد من جملة 80 مقعد. |

### أغسطس
| التاريخ  | الدولة | الانتخابات              | الملاحظات                                     | النتائج                                          |
| -------- | ------ | ----------------------- | --------------------------------------------- | ------------------------------------------------ |
| 11 أغسطس | مالي   | رئاسية (الدورة الثانية) | المنافسة بين إبراهيم بوبكر كيتا وسومايلا سيسي | فوز إبراهيم بوبكر كيتا عن حزب التجمع من أجل مالي |

### سبتمبر
| التاريخ      | الدولة       | الانتخابات       | الملاحظات | النتائج |
| ------------ | ------------ | ---------------- | --- | --- |
| 7 سبتمبر     | أستراليا     | تشريعية          | لتجديد أعضاء كل مجلس النواب ونصف أعضاء مجلس الشيوخ | بالنسبة لمجلس النواب الذي يتكون من 150 مقعد فقد فاز حزب العمال الأسترالي ب33% من الأصوات أي 57 مقعد وكذلك فاز الحزب الليبرالي الأسترالي ب31% من الأصوات أي 57 مقعد كذلك وتوزع 15 مقعد أخر على عدة أحزاب. وبالنسبة إلى تجديد نصف أعضاء مجلس الشيوخ أي 40 من جملة 76، فقد فاز التحالف الذي يضم الحزب الليبرالي الأسترالي والحزب الوطني الأسترالي وحزبين أخرين ب17 مقعد وحزب العمال الأسترالي ب12 مقعد وتوزع 11 مقعد أخر على أحزاب أخرى، وتعيين توني أبوت في منصب رئيس الوزراء. |
| 7 سبتمبر     | جزر المالديف | رئاسية           | الدورة الأولى | حصول محمد نشيد على 45% من الأصوات وعبد الله يمين على 25% من الأصوات لذا سيلتقيا في الدورة الثانية من الانتخابات الرئاسية. |
| 9 سبتمبر     | النرويج      | تشريعية          | | فوز «الكتلة البرجوازية» (وسط-يمين) والتي تضم أساسا حزب المحافظين وحزب التقدم. |
| 15 سبتمبر    | ماكاو        | تشريعية          | برلمان ماكاو يتكون من 33 مقعد، منهم 14 مقعد يتم إنتخاب نوابهم بالانتخابات و19 مقعد يتم تعيين نوابهم بالتعيينات.                                                   | بالنسبة للمقاعد المخصصة للانتخابات، تحصلت جمعية ماكاو للمواطنين المتحدين على ثلاثة مقاعد من جملة 14 مقعد، وتوزعت 11 المقعد الباقية بين ثمانية أحزاب. وبقيت 19 مقعد توزعت 12 منها على جمعيات وهيئات وعين رئيس الحكومة سبعة نواب. |
| 18-16 سبتمبر | رواندا       | تشريعية          | | الجبهة الوطنية الرواندية تتحصل على 76% من الأصوات. |
| 20 سبتمبر    | إسواتيني     | تشريعية          | | لا يوجد أحزاب سياسية، رئيس الوزراء بارناباس سيبوسيسو دلاميني يحتفظ بمنصبه من قبل الملك مسواتي الثالث، أخيه غير الشقيق. |
| 22 سبتمبر    | ألمانيا      | تشريعية          | | فوز التحالف الذي يضم الاتحاد الديمقراطي المسيحي وحزب الاتحاد الاجتماعي المسيحي بالانتخابات ويتحصلون على أغلبية مطلقة في البوندستاغ، وبذلك أيضا تتحصل المستشارة الألمانية أنغيلا ميركل على ولاية ثالثة. |
| 28 سبتمبر    | غينيا        | تشريعية          | من المقرر عقدها في ديسمبر 2011، ثم أجلت إلى يوليو 2012، ثم أجلت ثانية إلى 30 يونيو 2013، ثم أجلت مرة أخرى إلى 28 يوليو 2013، وفي النهاية ستعقد في 24 سبتمبر 2013. | تجمع الشعب الغيني التابع للرئيس ألفا كوندي يتحصل على 46% من الأصوات، لكن المعارضة شككت في هذه النتائج. |
| 29 سبتمبر    | النمسا       | تشريعية          | | الحزب الديمقراطي الاجتماعي النمساوي يتحصل على 26% من الأصوات ما يساوي 52 مقعد من جملة 184 مقعد، بينما تحصل حزب الشعب النمساوي على 24% من الأصوات أي 47 مقعد وكونا مع بعضهما تحالف يضمن لهم الأغلبية المستحقة، وكذلك شهد المجلس صعود حزب الحرية النمساوي الذي تحصل على 20% من الأصوات أي 40 مقعد. |
| 30 سبتمبر    | الكاميرون    | تشريعية والبلدية | | حزب الرئيس بول بيا التجمع الديمقراطي للشعب الكاميروني يتحصل على الأغلبية ب148 مقعد من جملة 180 مقعد في البرلمان. |

### أكتوبر
| التاريخ      | الدولة         | الانتخابات | الملاحظات                                                                                               | النتائج |
| ------------ | -------------- | ---------- | --- | --- |
| 8 أكتوبر     | إثيوبيا        | رئاسية     | غير مباشرة                                                                                              | إنتخاب مولاتو تيشومي رئيسا للبلاد. |
| 9 أكتوبر     | أذربيجان       | رئاسية     | | إلهام علييف يتحصل على ولاية ثالثة بعد تحصله على 84% من الأصوات. |
| 20 أكتوبر    | لوكسمبورغ      | تشريعية    | مبكرة                                                                                                   | فوز حزب الشعب الاجتماعي المسيحي يفوز بالإنتخابات ويتحصل على 33% من الأصوات أي 23 مقعد من جملة 60 مقعد في البرلمان. |
| 25 أكتوبر    | مدغشقر         | رئاسية     | الدورة الأولى. تم إرجائها عدة مرات. من المفترض أن تكون حلا للأزمة السياسية الموجودة في البلاد منذ 2009. | تأهل كل من جان لويس روبنسون وهيري راجاوناريمامبيانينا إلى الدورة الثانية من الانتخابات بعد تحصل الأول على حوالي 29% والثاني على 14,5%. |
| 26-25 أكتوبر | جمهورية التشيك | تشريعية    | مبكرة                                                                                                   | فوز الحزب الاجتماعي الديمقراطي التشيكي بالانتخابات وتحصله على 20% من الأصوات أي 50 مقعد من جملة 200 مقعد في البرلمان وكذلك تحصلت حركة المواطنين الغير راضين على 18,5% من الأصوات أي 47 مقعد فيما توزعت بقية المقاعد ال103 على خمسة أحزاب أخرى. |
| 27 أكتوبر    | الأرجنتين      | تشريعية    | | حزب جبهة من أجل النصر (وسط اليسار) تتحصل على 33% من الأصوات أي 11 مقعد من جملة 24 في مجلس الشيوخ، وكذلك يفوز في مجلس النواب 33% من الأصوات أي 132 مقعد من جملة 257 في مجلس النواب.                                                             |
| 27 أكتوبر    | جورجيا         | رئاسية     | | فوز جيورجي مارغفيلاشفيلي (حزب الحلم الجورجي) بالرئاسة بعد تحصله على 62%. |

### نوفمبر
| التاريخ   | الدولة       | الانتخابات      | الملاحظات | النتائج |
| --------- | ------------ | --------------- | --- | --- |
| 6 نوفمبر  | طاجيكستان    | رئاسية          | | فوز إمومالي رحمون عن حزب طاجكستان الشعبي الديمقراطي بالرئاسة بعد تحصله على 84% من الأصوات. |
| 7 نوفمبر  | جزر فوكلاند  | تشريعية         | | تم إنتخاب ثمانية أعضاء من جملة 11 عضوا حيث أن البرلمان الفوكلاندي يتكون من 8 أعضاء ينتخبون مباشرة وعضوين ذو منصبين في المنطقة ومتحدث يعين تعيينا، والمنتخبون هم: مايكل بول، بيري إلزبي، غافن شورت، مايك سامرز، جان شيك (دائرة ستانلي الإنتخابية) وفيليس رينديل، روجر إدواردز، ايان هانسن (دائرة كامب الإنتخابية). |
| 9 نوفمبر  | جزر المالديف | رئاسية          | إعادة الدورة الأولى بعد إلغاء الدورة الأولى السابقة المقامة في 7 سبتمبر.                                                                                                 | تحصل محمد نشيد على 47% من الأصوات وعبد الله يمين على 30% من الأصوات بذلك يتأهلان مباشرة للدورة الثانية، بينما تحصل قاسم إبراهيم على 23% من الأصوات. |
| 16 نوفمبر | جزر المالديف | رئاسية          | الدورة الثانية | عبد الله يمين يفوز بالانتخابات بعد حصوله على 51% من الأصوات عن حزب المالديف التقدمي، بينما حصل محمد نشيد على 48%. |
| 17 نوفمبر | تشيلي        | رئاسية          | الدورة الأولى | ميشال باشيلي (الحزب الاشتراكي في تشيلي) وإيفلين ماتاي (الاتحاد الديمقراطي المستقل) تتأهلان إلى الدورة الثانية من الانتخابات بعد تحصل الأولى على 46% والثانية 25%. |
| 19 نوفمبر | نيبال        | جمعية تأسيسية   | من المقرر إنعقادها في 22 نوفمبر 2012 بعيد فشل كتابة دستور جديد من طرف نواب الجمعية التأسيسية 2008.                                                                       | حزب المؤتمر النيبالي يتحصل على الأغلبية ب105 مقعد من جملة 240 مقعد ثم يليه الحزب الشيوعي النيبالي ب91 مقعد. إلى جانب ال240 مقعد يضاف 335 مقعد يوزعون بالتمثيل النسبي، وأخيرا 26 مقعدا يتم إختيار أصحابهم بالتعيين.                                                                                                |
| 23 نوفمبر | موريتانيا    | تشريعية         | الدورة الأولى | الإتحاد من أجل الجمهورية يتحصل على 44 مقعد من جملة 78 و40% من الأصوات في الدورة الأولى. |
| 24 نوفمبر | هندوراس      | تشريعية ورئاسية | | خوان أورلاندو هيرنانديز يصبح رئيسا للجمهورية بعد تحصله على 34,16% أمام منافسته زيومارا كاسترو زوجة الرئيس مانويل زيلايا الذي أطيح به في إنقلاب 2009 والتي تحصلت على 28,53% وموريسيو فيليدا الذي تحصل على 20,99%.                                                                                                  |
| 24 نوفمبر | مالي         | تشريعية         | كانت مقررة في يوليو 2012، أرجأت بعد إنقلاب 21 مارس، قرر بعد ذلك إنعقادها في نفس موعد الانتخابات الرئاسية في يوليو 2013، ولكن تم تأخيرها ثانية لشهر نوفمبر. الدورة الأولى | من جملة 16 مقعدا في الدورة الأولى، تحصل التجمع من أجل مالي على 8 مقاعد، والاتحاد من أجل الجمهورية والديمقراطية على 6 مقاعد، بينما تحصل تحالف من أجل الديمقراطية في مالي-الحزب الإفريقي للتضامن والعدالة على مقعدين. وهذا على أن يتم توزيع 131 مقعد في الدورة الثانية.                                             |

### ديسمبر
| التاريخ   | الدولة     | الانتخابات        | الملاحظات                                                                | النتائج |
| --------- | ---------- | ----------------- | ------------------------------------------------------------------------ | --- |
| 1 ديسمبر  | كرواتيا    | إستفتاء           | إستفتاء حول حظر الزواج المثلي.                                           | الموافقة على حظر الزواج المثلي بنسبة 65.79% من الشعب أجابوا بنعم. |
| 15 ديسمبر | تشيلي      | رئاسية            | الدورة الثانية                                                           | ميشال باشيلي تفوز بالرئاسية بعد أن تحصلت على 62% من الأصوات أمام منافستها إيفلين ماتيه التي أخذت 37%. |
| 15 ديسمبر | تركمانستان | تشريعية           | أول انتخابات متعددة الأحزاب في البلاد، ذات حزبين فقط إلى جانب عدة منظمات | الحزب الديمقراطي التركماني يتحصل على أعلى عدد مقاعد في المجلس الوطني لتركمانستان ويقدر ب47 من جملة 125 مقعد، ثم تحل منظمة النقابات التركمانية ثانيا ب33 مقعد، وثالثا إتحاد نساء تركمانستان ب16 مقعد، ثم الحزب الثاني الوحيد في البلاد وهو حزب الصناعيين والمقاوليين ب14 مقعد، ثم منظمة ماغتيمغولو الشبابية خامسا ب8 مقاعد وأخيرا مجموعات مواطنين ب7 مقاعد. |
| 15 ديسمبر | مالي       | تشريعية           | الدورة الثانية                                                           | حزب التجمع من أجل مالي التابع للرئيس إبراهيم أبو بكر كيتا وحلفاؤه يتحصلون على الأغلبية المطلقة. |
| 20 ديسمبر | مدغشقر     | تشريعية والرئاسية | الدورة الثانية بالنسبة للرئاسية                                          | فالتشريعية، حزب معا مع الرئيس أندري راجولينا تحصل على 49 مقعد من جملة 151 تليه حركة رافالومانانا ب20 مقعد ثم فوندرونا بوليتيكا ب13 مقعد وذهبيت بقية المقاعد لعديد الأحزاب الباقية. ثم بالنسبة للدورة الثانية من الرئاسية، فقد فاز هيري راجاوناريمامبيانينا بالرئاسة بنسبة 53.49% أمام جان لويس روبينسون بنسبة 46.51%.                                      |
| 21 ديسمبر | موريتانيا  | تشريعية           | الدورة الثانية                                                           | الإتحاد من أجل الجمهورية يتحصل على 75 مقعد من جملة 146 مقعد وبذلك يتحصل على الأغلبية المطلقة في المجلس ويليه أقرب منافسيه ثانيا التجمع الوطني للإصلاح والتنمية - تواصل - ب16 مقعد، بينما توزعت المقاعد الباقية على 16 حزب أخر. |

## مقالات ذات صلة
- انتخابات
- اقتراع على دورتين
- استفتاء عام